# Davi Banda
Pour les articles homonymes, voir Banda.
Davi Banda, né le 29 décembre 1983, est un footballeur malawite. Il joue au poste de milieu de terrain avec l'équipe malawite de Red Lions Zomba.

## Biographie

### En club
Davi Banda commence le football en 2001 dans le club malawite de Big Bullets où il reste deux ans pour gagner deux titres de champion du Malawi. Il rejoint le club des Red Lions Zomba, club de sa ville natale en 2007.

### En sélection nationale
Davi Banda est un pilier de la sélection malawite pour les qualifications de la coupe du monde 2010 où il joue pratiquement tous les matchs en tant que titulaire.
Lors de la CAN 2010, dès la première rencontre de la compétition il marque un but contre l'Algérie, l'équipe du Malawi créée la surprise en gagnant 3 à 0.

## Palmarès
- Big Bullets
  - Championnat du Malawi
    - Vainqueur : 2001 et 2002.

## Buts international
|    | Date            | Lieu                                          | Adversaire | Résultat | Compétition |
| -- | --------------- | --------------------------------------------- | ---------- | -------- | ----------- |
| 1. | 11 janvier 2010 | Stade national du 11 novembre, Luanda, Angola | Algérie    | 3-0      | CAN 2010    |